# Euserica lucipeta
Euserica lucipeta es un coleóptero de la subfamilia Melolonthinae.

## Distribución geográfica
Habita en la península ibérica (España y Portugal) y la Francia continental.